# Sibyllans Kaffe & Tehandel

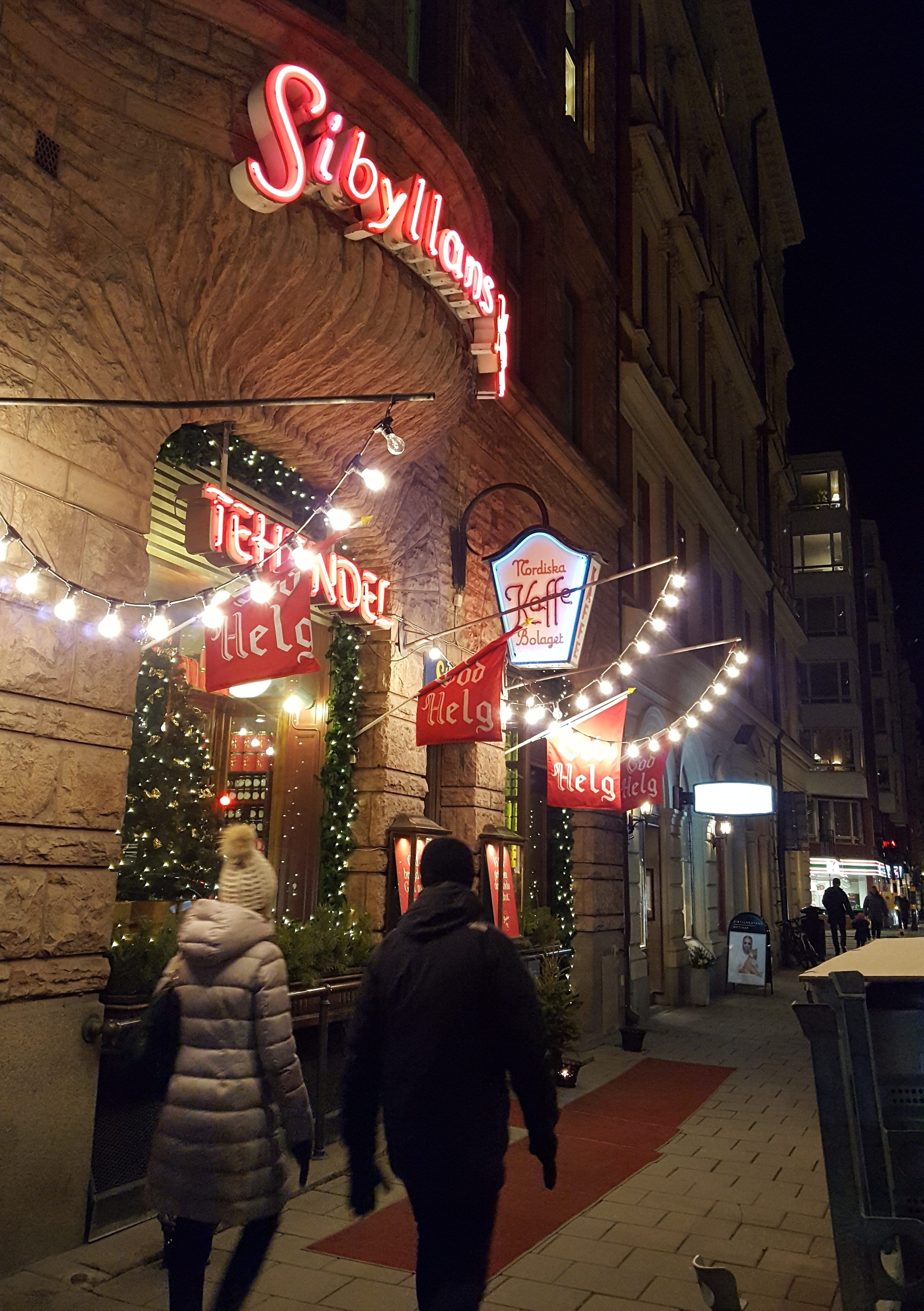
Butiken i december 2016

Sibyllans Kaffe & Tehandel är en anrik detaljhandelsbutik för kaffe och te vid Sibyllegatan 35 på Östermalm i Stockholm. Butiken med sin nästan intakta inredning från 1918 och neonskyltarna från 1930-talet har blivit ett välkänt inslag i stadsbilden kring Östermalmstorg. Sibyllans neonskyltar nominerades år 2017 av Stadsmuseet i Stockholm till den årliga tävlingen Lysande skylt. 

## Historik

### Butiken
Butiken har sina lokaler sedan 1918 i bottenvåningen av fastigheten Krejdaren 17, som stod färdig 1908 och ritades av arkitekterna  O. Kjellström  (fasad) och Sam Kjellberg (planer). Sibyllans Kaffe & Tehandel grundares år 1916 av Hilmer Hansson under namnet ”H. Hansson & Co AB”. Han bodde i närheten och hade butiken tillsammans med sina båda bröder, Sixten och Wilhelm. 
På 1920-talet hette firman ”Nordiska Kaffebolaget Hansson & Hagström” med filial på Döbelnsgatan 91. Fram till år 2009 drevs rörelsen fortfarande av samma familj i fjärde generation, då såldes butiken till Henrik Berg som äger NK:s kaffe- och tehandel. Enligt firman är en av Sibyllans mest efterfrågade teblandningar ”Sir Williams”, som är uppkallat efter Hilmer Hanssons bror Wilhelm. Butiken har eget rosteri och säljer förutom te och kaffe även choklad, biscuits och liknande produkter samt tillbehör som tekannor, koppar, tesilar och filter.

## Bilder, interiör

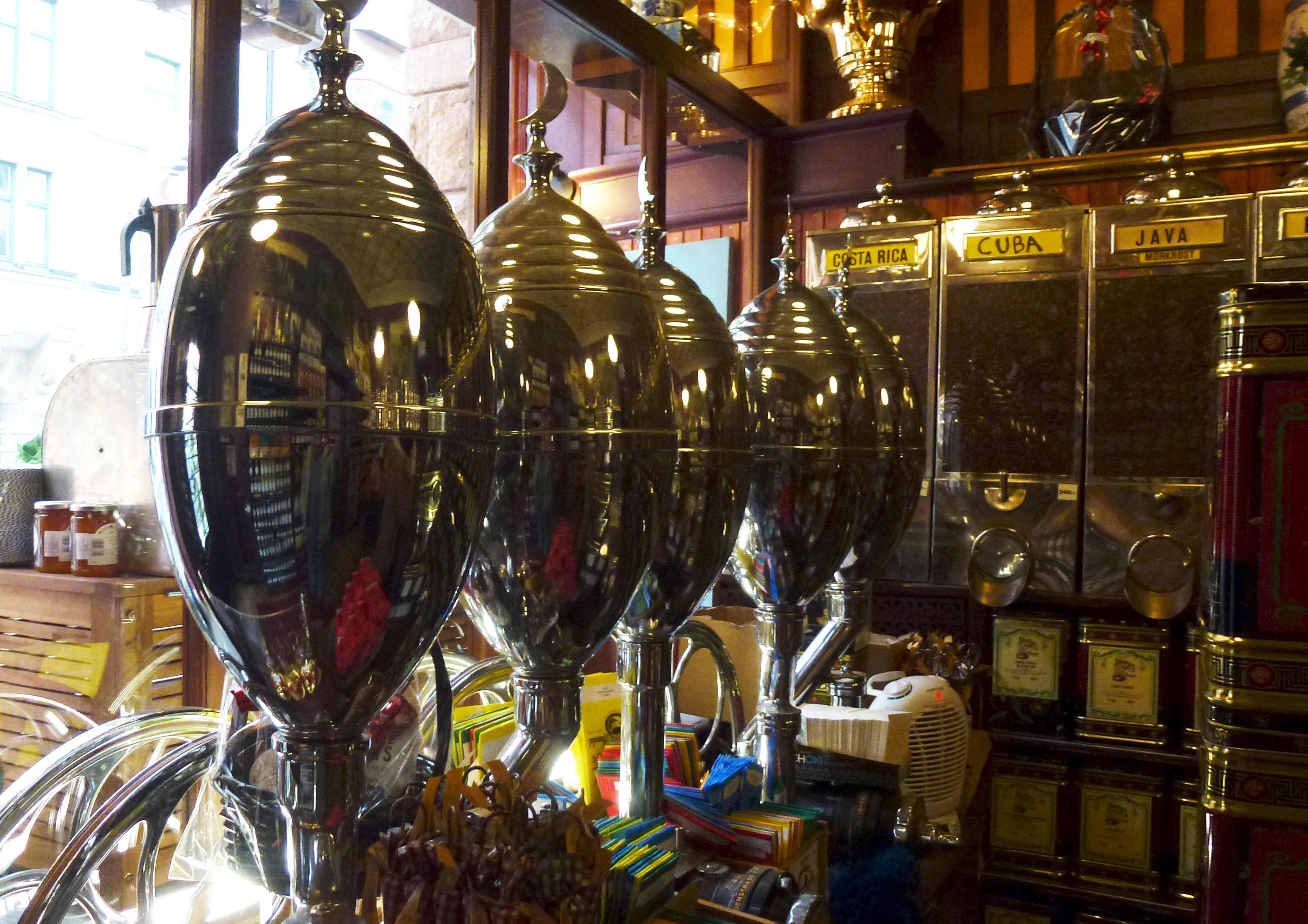
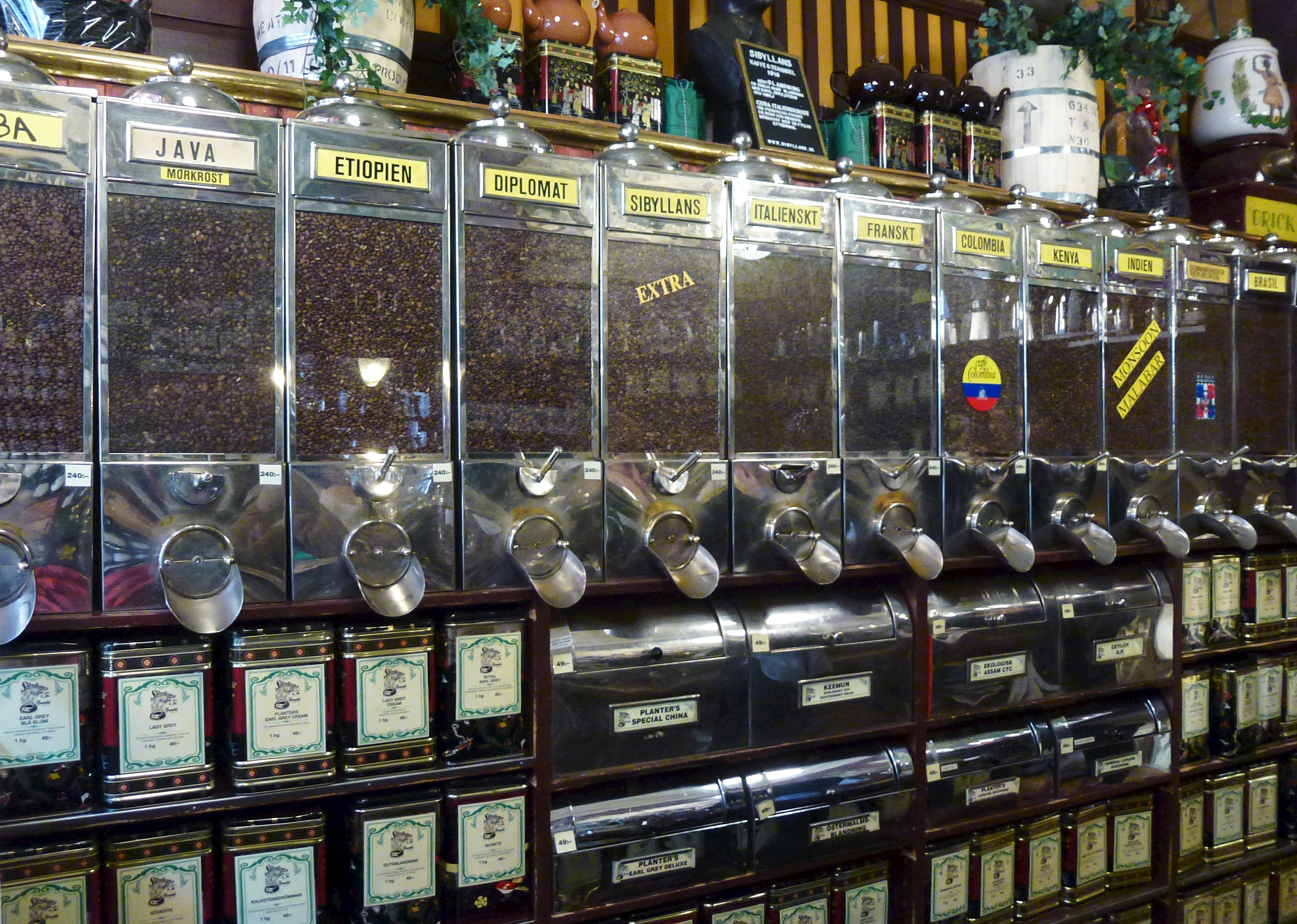
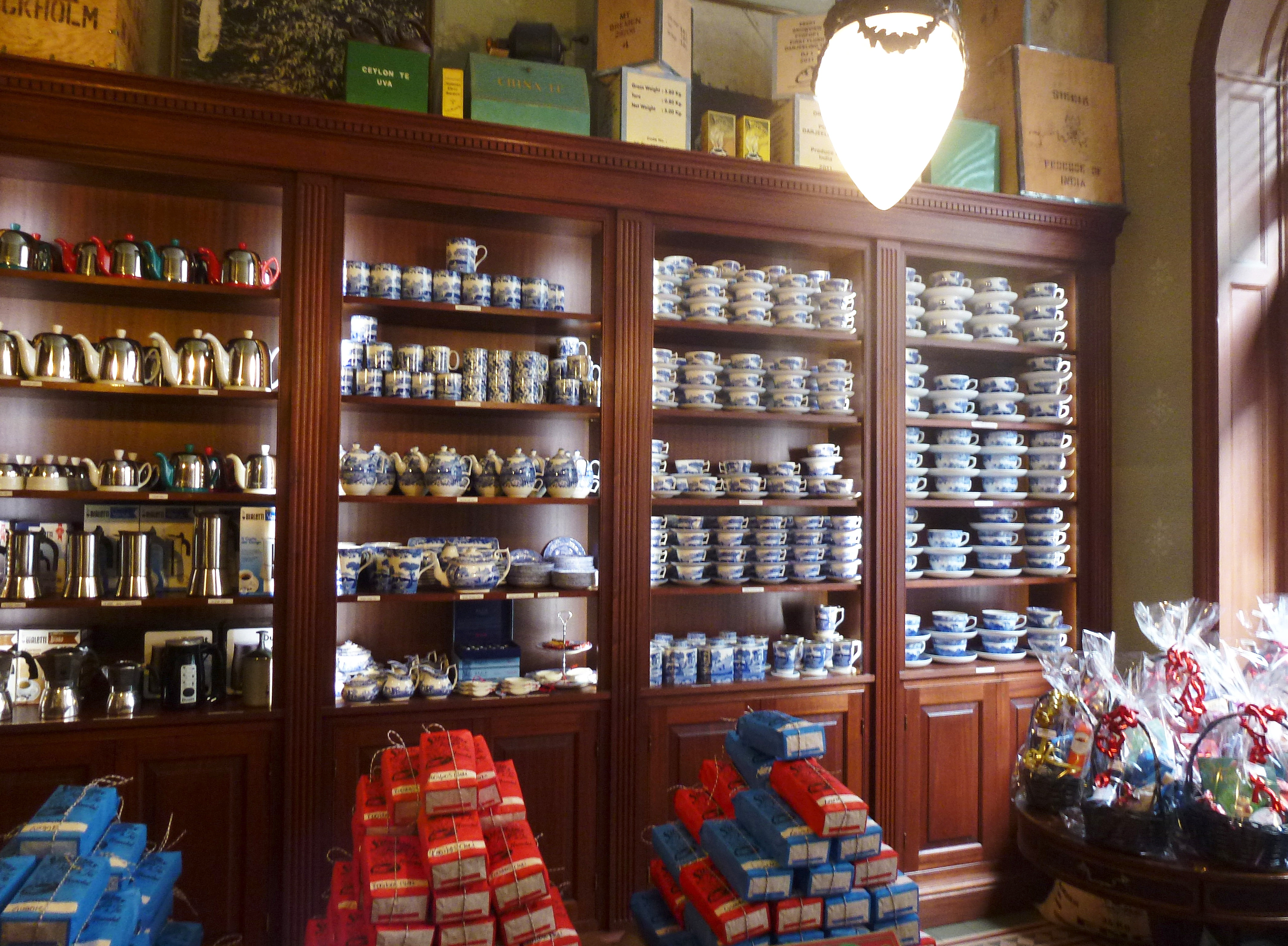
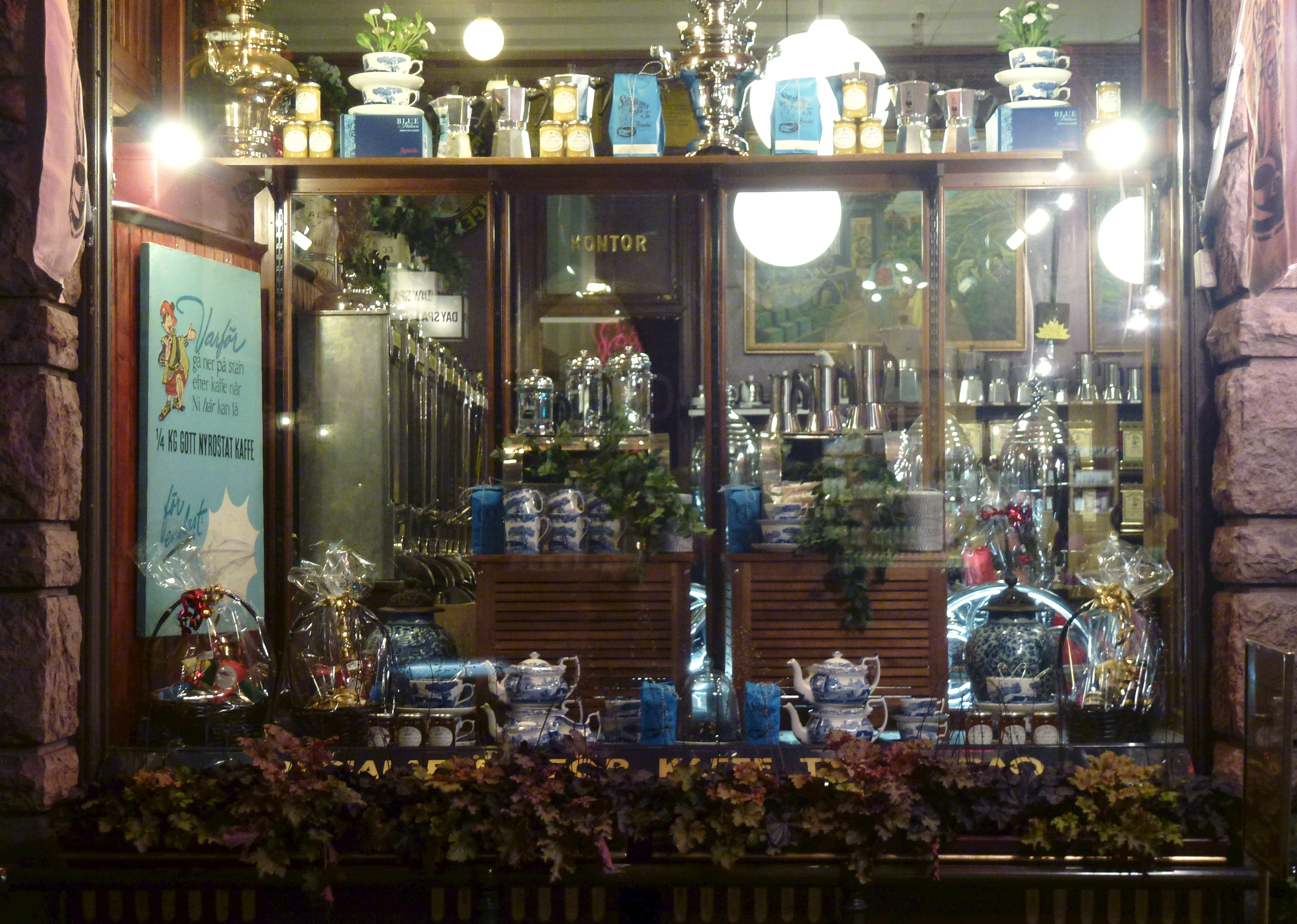

### Skyltarna
Lika kända som butiken är neonskyltarna som hänger utanför. Det rör sig om tre äldre neonskyltar med text ”Sibyllans Kaffe” (ovanför skyltfönstret), ”TEHANDEL” (på skyltfönstret) och ”Nordiska Kaffe Bolaget” (i form av en lykta). Skylten ”Sibyllas Kaffe” monterades ursprungligen upp på 1930-talet men är numera ersatt av en ny skylt med den gamla som förlaga. Skylten ”TEHANDEL” satt ursprungligen på en tehandel (Kandis Tehandel) vid Karlavägen och flyttades till Sibyllagaten i början av 1970-talet. Den tredje skylten, som har formen av en lykta med rödlysande neontext samt blålysande inramning är från 1930-talet. Förutom vanligt underhåll har den aldrig blivit förnyad. Den räknas därmed till en av Stockholms få kvarvarande, orörda neonskyltar från 1930-talet. Skyltarna ingick i Stadsmuseets neonskyltsinventering från 1998.

## Bilder, exteriör

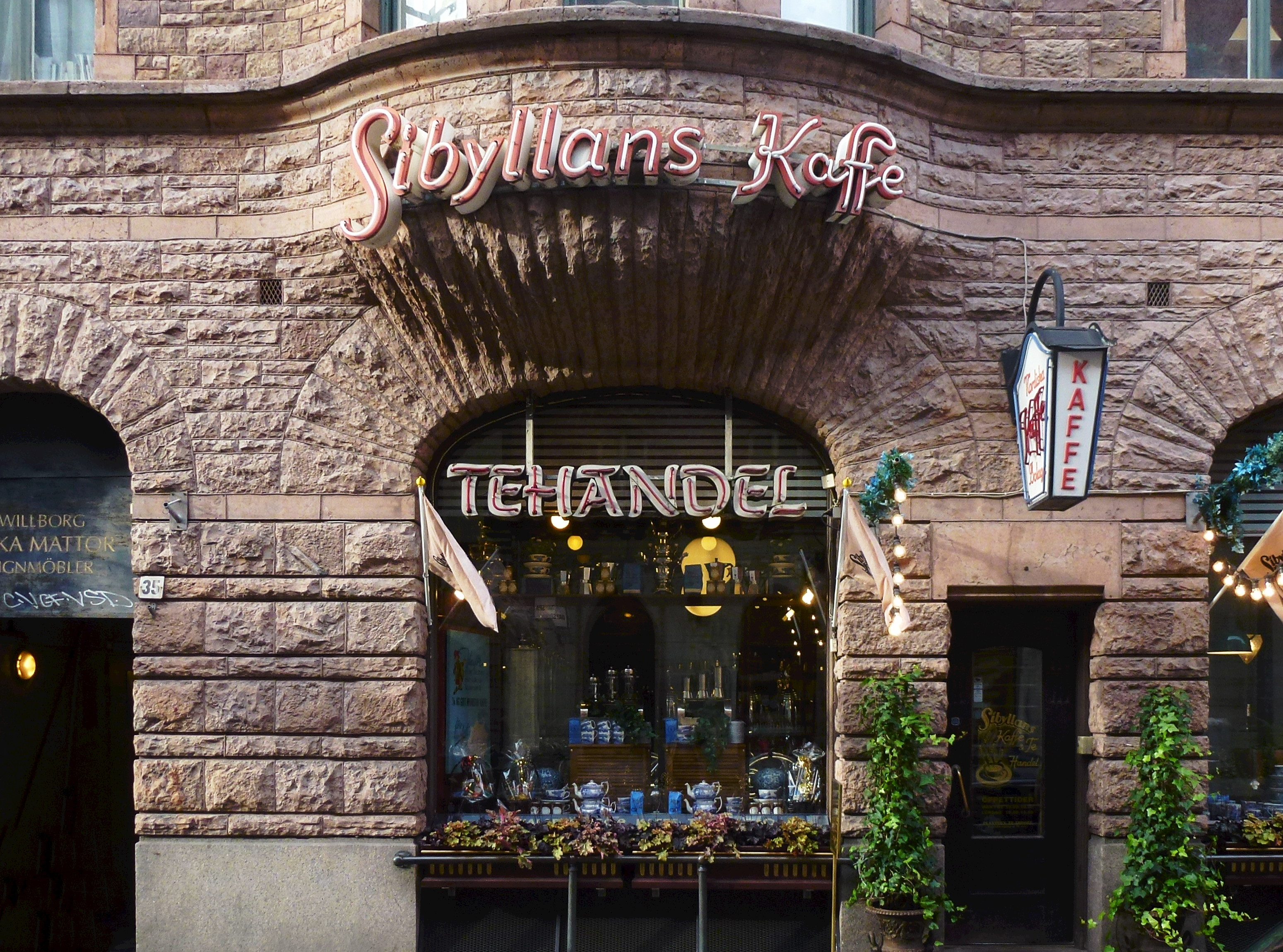
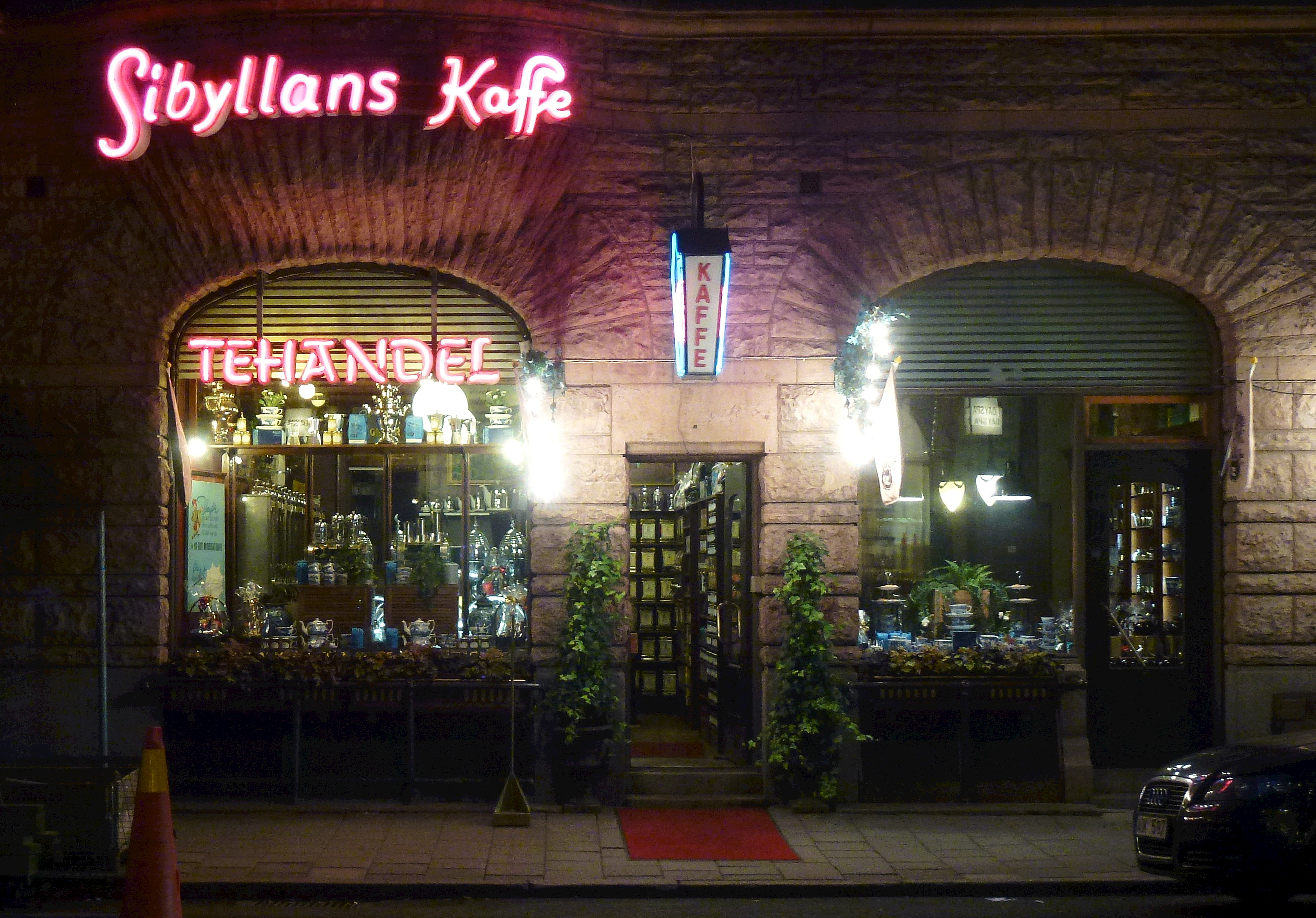
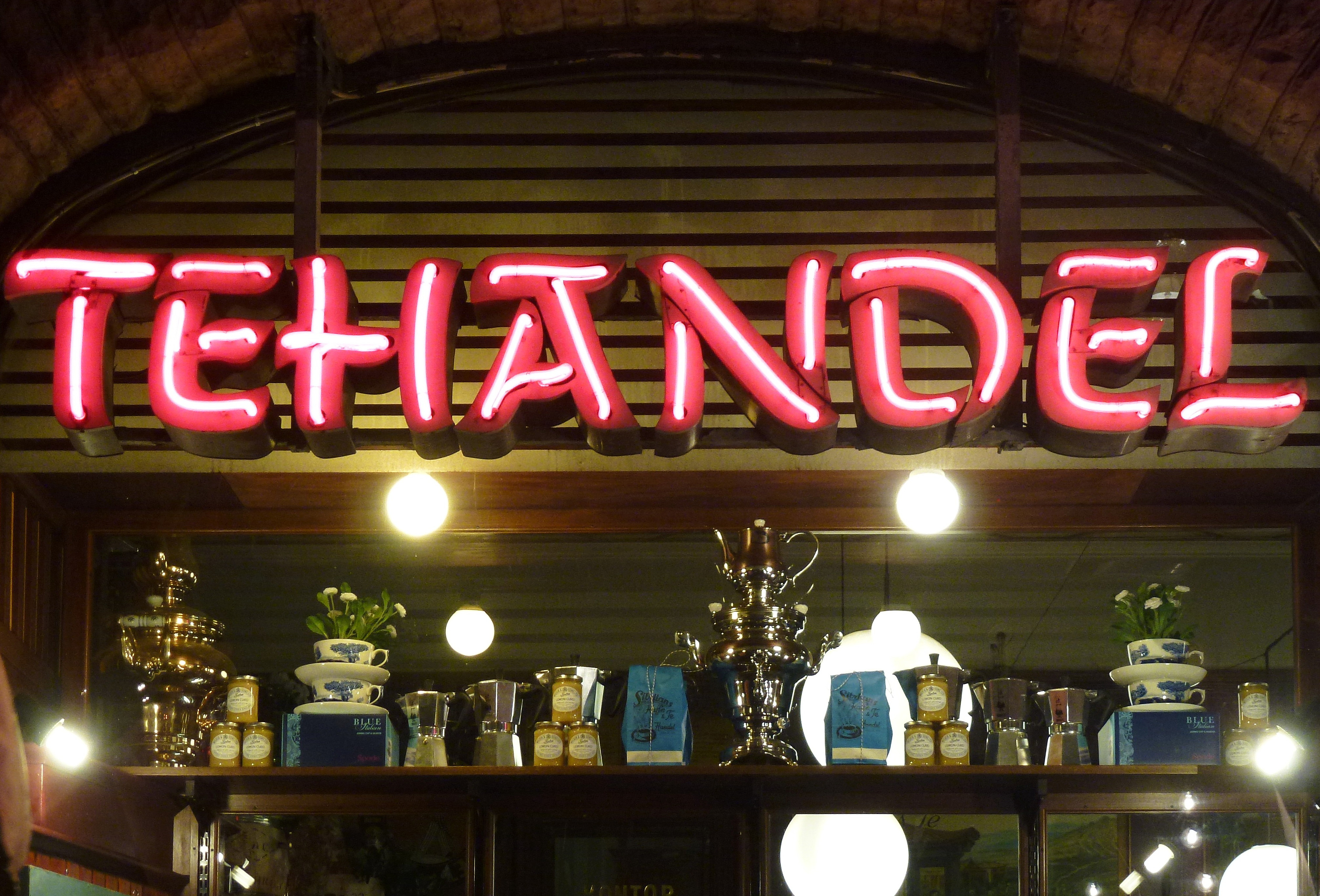
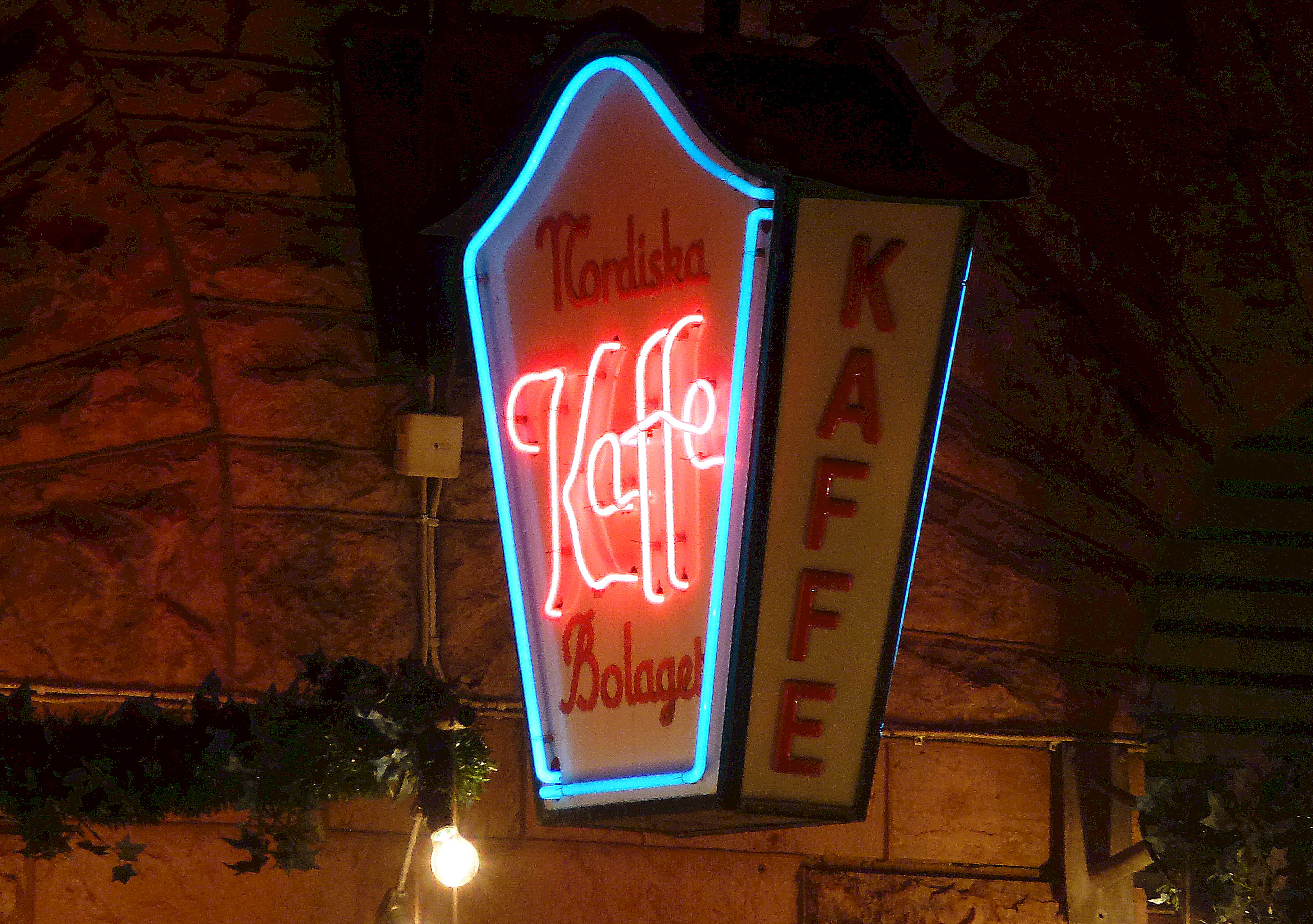